# Dee-Ann Kentish-Rogers
Dee-Ann Kentish-Rogers (The Valley, 13 gennaio 1993) è una modella ed ex multiplista anguillana.

## Biografia
Nata ad Anguilla, si trasferisce da giovane con la famiglia in Gran Bretagna. Qui si dedicherà all'atletica leggera specializzandosi nelle prove multiple e gareggiando per la patria caraibica in tutte le manifestazioni internazionali come due edizioni dei Giochi del Commonwealth e tre edizioni delle Universiadi. È detentrice di alcuni record anguillani di atletica leggera.
Ha studiato legge all'Università di Birmingham, e nel 2018 ha vinto il titolo di Miss Universo Great Britain, diventando la prima donna di colore a vincere il titolo e a rappresentare il Regno Unito al concorso internazionale Miss Universo 2018, dove si è classificata tra le prime 20.

## Palmarès
| Anno | Manifestazione          | Sede         | Evento      | Risultato | Prestazione | Note |
| ---- | ----------------------- | ------------ | ----------- | --------- | ----------- | ---- |
| 2010 | Giochi del Commonwealth | Nuova Delhi  | 400 m piani | Batteria  | 59"16       |      |
| 2011 | Universiadi             | Shenzen      | 400 m piani | Batteria  | 58"95       |      |
| 2012 | Campionati CAC juniores | San Salvador | Eptathlon   | Argento   | 4126 p.     |      |
| 2012 | Giochi CARIFTA U20      | Hamilton     | Pentathlon  | Bronzo    | 2829 p.     |      |
| 2013 | Universiadi             | Kazan'       | Eptathlon   | 14ª       | 4464 p.     |      |
| 2014 | Giochi del Commonwealth | Glasgow      | Eptathlon   | 11ª       | 3633 p,     |      |
| 2015 | Universiadi             | Gwangju      | Eptathlon   | dnf       | dnf         |      |